# Diverticle de Meckel
El diverticle de Meckel, un diverticle verdader i congènit, és una lleu protuberància de l'intestí prim present al naixement i un vestigi del conducte omfalomesentèric (també anomenat conducte vitel·lí). És la malformació més comuna del tracte gastrointestinal i és present en aproximadament el 2% de la població, essent els homes els que presenten símptomes amb més freqüència.
El diverticle de Meckel va ser descrit per primera vegada per Fabricius Hildanus al segle XVI i més tard va rebre el nom de Johann Friedrich Meckel, que va descriure l'origen embriològic d'aquest tipus de diverticle el 1809.